# 痣蛾科
痣蛾科（學名：Blastobasidae），又名粗角蛾科，是鱗翅目有喙亞目異脈下目之下一個有爭議的科級分类级别，是麥蛾總科之下的一種蛾。本科物种幾乎在全球均可見其踪影，但有不少地方都是因為被人類攜帶，而非原生於當地。因此，不少在大中華地區已被辨識的物種都未有通用的中文名稱。
在部分文獻，本科被列為同一總科之下Coleophoridae科的亚科（即 痣蛾亞科；Blastobasinae）}。
Symmocidae這個科亦有時會被列為本科的亞科或族。
此外， Holcocera周圍的群體經常被分離為家族Holcocerinae （或部落Holcocerini ）與Blastobasis譜系（相應地成為亞科或Blastobasini部落）。
此外，環繞Holcocera屬的物種有時會從組成Holcocerinae亞科或Holcocerini族，而餘下的物種則組成痣蛾亞科或痣蛾族。
儘管這個編排比起在麥蛾總科內某些極端的生物分类学和系統分類學編排更合理，但痣蛾科各屬間的關係至今仍未有足夠的研究去支持。

## 屬
痣蛾科現時已辨認了約30個属，主要都是體型細小的物種；當中有不少只有少數物種，甚至是單型的屬。例外的有物種多樣性很高的Auximobasis屬和 Pigritia屬，以及體型較大的痣蛾屬（Blastobasis）和 Holcocera屬物種。這些屬在ITIS被分為Blastobasini族和Holcocerini族這兩個族，但未有紀錄各族的成員。
下列本科各屬：
- Blastobasinae Walsingham, 1894
  - 族 Blastobasini
    - Auximobasis
    - Blastobasis
    - Mastema (moth)
    - 新遮颜蛾属 Neoblastobasis
    - Zenodochium (sometimes in Blastobasis)

  - 族 Pigritiini Dietz, 1910
    - Pigritia

  - Unplaced to tribe
    - Barbaloba
    - Coniogenes
    - Critoxena
    - Docostoma
    - Exinotis
    - Hallicis
    - Heredia (genus)
    - "Holcoceroides (Sinev)" Sinev, 1986 (non Strand, 1913: Holcoceroides)
    - Iconisma
    - Inbioxa
    - Koleps
    - Lateantenna
    - Metallocrates
    - Pheos
    - Prosintis
    - Pseudokoleps
    - Sirindhorn
    - Syncola
    - Xenopathia
- Holcocerinae Adamski, 1989
  - Asaphocrita
  - Calosima
  - Holcocera
  - 弯遮颜蛾属 Hypatopa (sometimes in Holcocera)
  - Pseudohypatopa
  - Tecmerium

## 外部連結
- 維基物種上的相關：痣蛾科 See also Gelechioidea Talk page for comparison of some approaches to gelechioid systematics and taxonomy.
- Savela, Markku (2001): Markku Savela's Lepidoptera and some other life forms – Blastobasidae （页面存档备份，存于）.